# Mercedes-Benz ConceptFascination
La Mercedes ConceptFascination est un concept car développé par le constructeur automobile allemand Mercedes-Benz, préfigurant la prochaine berline Mercedes-Benz Classe E. Présenté au Mondial de l'automobile de Paris - Édition 2008, ce concept inaugure un segment particulièrement surprenant mais qui existe pourtant depuis des années, celui du break de chasse coupé, dérivé d'une prochaine berline de série.

## Caractéristiques

### Design
Ce break de chasse a été conçu sur une base de Classe E. Sa face avant, avec les 4 optiques en « carré », sera vraisemblablement reprise par la prochaine berline E, ainsi que la calandre sur laquelle est apposée l'étoile de Mercedes. L’habitacle est très lumineux grâce à son toit panoramique et intègre des plaquages en bois noble dans l’esprit des rivas vénitien.
Les traits de carrosserie sont très marqués et originaux. Les lignes sur les flancs sont fuyantes et les arches des roues arrière sont prononcées.

### Technique
La Fascination est animée par un moteur Diesel « propre » équipée des dernières technologies Mercedes, Bluetec et AdBlue. Ce 4 cylindres 2,2 L développe une puissance de 204 ch,.